# Bagarius rutilus
Bagarius rutilus és una espècie de peix de la família dels sisòrids i de l'ordre dels siluriformes.

## Morfologia
- Els mascles poden assolir 100 cm de longitud total.
- Nombre de vèrtebres: 42-43.[1][2]

## Hàbitat
És un peix d'aigua dolça i de clima tropical.

## Distribució geogràfica
Es troba a Àsia: Laos, Vietnam i la Xina (Yunnan).